# Newnan
Newnan es una ciudad ubicada en el condado de Coweta en el estado estadounidense de Georgia. En el año 2000 tenía una población de 16.242 habitantes.

## Geografía
Newnan se encuentra ubicada en las coordenadas 33°22′35″N 84°47′19″O / 33.37639, -84.78861 (33.376411, -84.788648).
Según la Oficina del Censo, la localidad tiene un área total de 46,9 km² (18,1 mi²), de la cual 46,4 km² (17,9 mi²) es tierra y 0,5 km² (0 mi²) (0.50%) es agua.

## Demografía
Según la Oficina del Censo en 2000 los ingresos medios por hogar en la localidad eran de $36,142, y los ingresos medios por familia eran $43,243. Los hombres tenían unos ingresos medios de $36,786 frente a los $25,314 para las mujeres. La renta per cápita para la localidad era de $19,081. 

## Personas famosas
- Alan Jackson, cantante country
- Steve Young, músico